# ナオミ・グロスマン
ナオミ・グロスマン（Naomi Grossman,  1975年2月2日 - ）は、アメリカ合衆国の女優である。

## 来歴
1975年、コロラド州デンバーに生まれる。幼い頃から地元の市民劇団の舞台に立ち、アルゼンチンの高校を卒業後にノースウェスタン大学へ進学して演劇を専攻した。その後、ロサンゼルスを拠点とする即興コメディ劇団の「The Groundlings」へ参加。もともとは『サタデー・ナイト・ライブ』の出演を目指していたが劇団との決別を余儀なくされ、しばらくはスペイン語講師として生計を立て演劇からは遠ざかった。
しかし、1990年あたりから『名探偵ダウリング神父』などのドラマやコマーシャル、舞台の端役としてキャリアを再スタート。しばらくは端役として出演作を増やしていたが、2012年からジェシカ・ラングら主演のテレビドラマシリーズ『アメリカン・ホラー・ストーリー：精神科病棟』へ出演してその名が認知されるようになった。同作品では精神科病棟に患者として入院しているペッパーを演じて強烈な印象を残している。ちなみに2014年から放送された同ドラマの第4シリーズ『アメリカン・ホラー・ストーリー：怪奇劇場』へも同役で続投した。

## 出演作品

### 映画
- Wacky Spoof Commercials (2007) ※ビデオ作品
- Table for Three (2009)
- The Hollywood Housesitter (2009) ※短編
- So You Think You Can Dance Outtakes (2009) ※ビデオ短編
- Sex and the Sitter: Kim Cattrall's Adventure in Babysitting (2009) ※ビデオ短編
- My Boyfriend Is a Blimp (2009) ※短編
- Jesus' Secretary (2009) ※短編
- Burka Girls Gone Wild (2009) ※短編
- An Artist Prepares: Amy Winehouse (2009) ※ビデオ短編
- Random Chapters in the Life of Some Guy (2010) ※短編
- Wigga Pleaze (2011) ※短編
- Teat the Parents (2011) ※短編
- Kev Jumba Dances with the Stars! (2012)
- Touch My Junk (2012) ※短編
- Bakersfield, Earth (2013) ※短編
- #Rip (2013) ※短編
- Just Me and All of You (2014) ※短編

### テレビドラマ
- 名探偵ダウリング神父 Father Dowling Mysteries (1990)
- サブリナ Sabrina, the Teenage Witch (1998)
- FammGlamm (2012)
- Touch My Junk (2012)
- アメリカン・ホラー・ストーリー：精神科病棟 American Horror Story: Asylum (2012 - 2013)
- アメリカン・ホラー・ストーリー：怪奇劇場 American Horror Story: Freak Show (2014 - 2015)